# 刈和野駅
刈和野駅（かりわのえき）は、秋田県大仙市刈和野字愛宕下（あたごした）にある、東日本旅客鉄道（JR東日本）奥羽本線の駅である。

## 歴史
かつては急行「津軽」の停車駅であり、特急「たざわ」も一部が臨時停車していた。秋田新幹線「こまち」は停車せず、新幹線ホームも設けられなかったが、駅の構造上、狭軌との三線軌条になっている下り線にはホームがある。

### 年表
- 1904年（明治37年）8月21日：官設鉄道（国鉄）の駅として仙北郡刈和野町に開業[2]。
- 1978年（昭和53年）9月20日：貨物の取り扱いを廃止[2]。
- 1979年（昭和54年）11月：業務委託化[新聞 2]。
- 1985年（昭和60年）3月14日：荷物の扱いを廃止[2]。
- 1986年（昭和61年）11月1日：駅員無配置駅となり、簡易委託化[3][新聞 1]。
- 1987年（昭和62年）4月1日：国鉄分割民営化により、JR東日本の駅となる[2]。
- 1990年（平成2年）
  - 9月28日：駅舎を改築[新聞 3][新聞 4]。
  - 10月1日：特急「たざわ」の1往復が停車を開始[新聞 5]。
- 1991年（平成3年）12月13日：ホーム上に設置の大綱展示場の壁画の除幕式を挙行[新聞 6]。
- 2024年（令和6年）10月1日：えきねっとQチケのサービスを開始[1][報道 1]。

## 駅構造
島式ホーム1面2線を有する地上駅である。駅舎側より、標準軌（秋田新幹線下り副本線）と狭軌（本線、1番線）の三線軌条、狭軌（副本線、2番線）、ホームのない標準軌の通過線（秋田新幹線本線）の順に並んでいる。普通列車の行き違いや、下り「こまち」の待避が可能となっている。
駅舎は1990年（平成2年）に改築された鉄筋コンクリート造2階建てで、延床面積は648平方メートルである駅舎改築と同時に駅前への道路整備を行い、路線バスの乗り入れが開始された。
大曲駅管理の簡易委託駅である。大仙市が受託し、実際の業務は刈和野駅関連施設管理運営組合に再委託している。

### のりば
| 番線 | 路線      | 方向 | 行先           |
| ---- | --------- | ---- | -------------- |
| 1    | ■奥羽本線 | 下り | 秋田方面       |
| 2    | ■奥羽本線 | 上り | 大曲・湯沢方面 |

※どちらのホームも両方向の入線・出発に対応しているが、通常は方向別にホームを使い分ける。

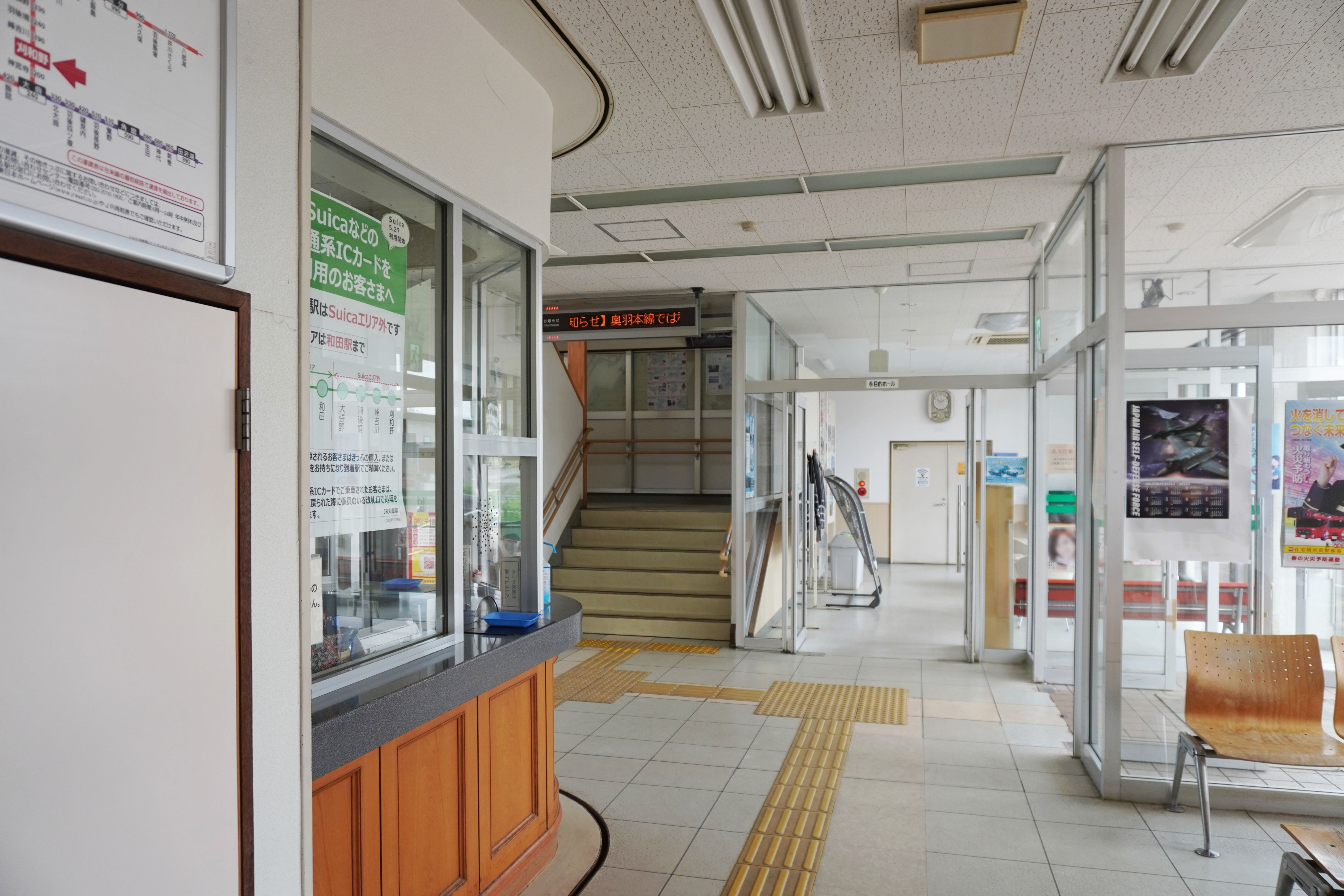
駅舎内（2024年6月）
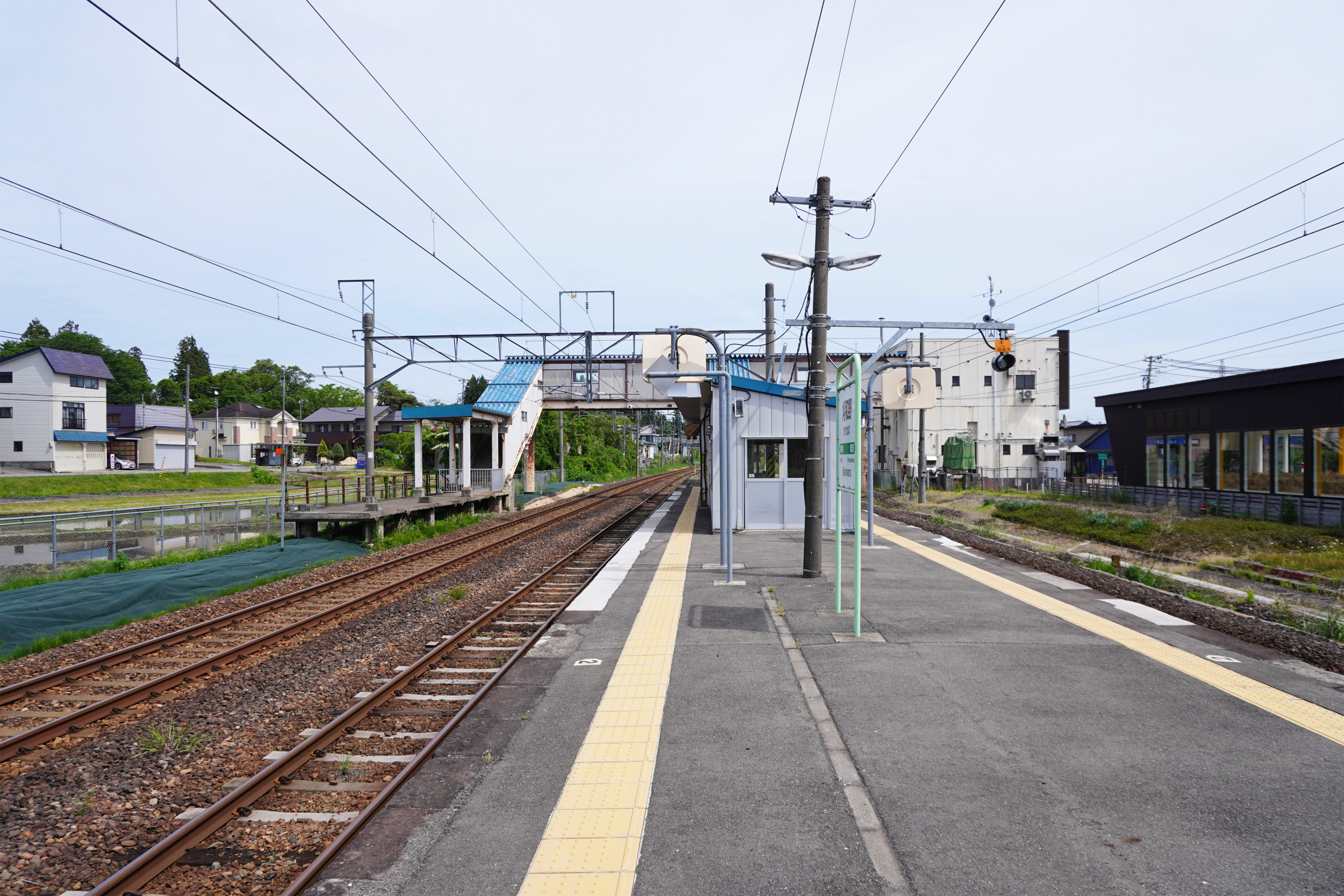
ホーム（2024年5月）

## 利用状況
JR東日本によると、2023年度（令和5年度）の1日平均乗車人員は215人である。
2000年度（平成12年度）以降の推移は以下のとおりである。
| 1日平均乗車人員推移 | 1日平均乗車人員推移 | 1日平均乗車人員推移 | 1日平均乗車人員推移 | 1日平均乗車人員推移 |
| 年度                | 定期外              | 定期                | 合計                | 出典                |
| ------------------- | ------------------- | ------------------- | ------------------- | ------------------- |
| 2000年（平成12年）  |                     |                     | 695                 | [ 利用客数 2 ]      |
| 2001年（平成13年）  |                     |                     | 619                 | [ 利用客数 3 ]      |
| 2002年（平成14年）  |                     |                     | 615                 | [ 利用客数 4 ]      |
| 2003年（平成15年）  |                     |                     | 614                 | [ 利用客数 5 ]      |
| 2004年（平成16年）  |                     |                     | 587                 | [ 利用客数 6 ]      |
| 2005年（平成17年）  |                     |                     | 555                 | [ 利用客数 7 ]      |
| 2006年（平成18年）  |                     |                     | 547                 | [ 利用客数 8 ]      |
| 2007年（平成19年）  |                     |                     | 535                 | [ 利用客数 9 ]      |
| 2008年（平成20年）  |                     |                     | 525                 | [ 利用客数 10 ]     |
| 2009年（平成21年）  |                     |                     | 525                 | [ 利用客数 11 ]     |
| 2010年（平成22年）  |                     |                     | 536                 | [ 利用客数 12 ]     |
| 2011年（平成23年）  |                     |                     | 525                 | [ 利用客数 13 ]     |
| 2012年（平成24年）  | 56                  | 437                 | 494                 | [ 利用客数 14 ]     |
| 2013年（平成25年）  | 54                  | 436                 | 490                 | [ 利用客数 15 ]     |
| 2014年（平成26年）  | 51                  | 388                 | 440                 | [ 利用客数 16 ]     |
| 2015年（平成27年）  | 49                  | 403                 | 453                 | [ 利用客数 17 ]     |
| 2016年（平成28年）  | 46                  | 374                 | 420                 | [ 利用客数 18 ]     |
| 2017年（平成29年）  | 45                  | 318                 | 364                 | [ 利用客数 19 ]     |
| 2018年（平成30年）  | 44                  | 265                 | 310                 | [ 利用客数 20 ]     |
| 2019年（令和元年）  | 39                  | 231                 | 270                 | [ 利用客数 21 ]     |
| 2020年（令和02年）  | 24                  | 199                 | 224                 | [ 利用客数 22 ]     |
| 2021年（令和03年）  | 24                  | 192                 | 217                 | [ 利用客数 23 ]     |
| 2022年（令和04年）  | 28                  | 187                 | 216                 | [ 利用客数 24 ]     |
| 2023年（令和05年）  | 28                  | 186                 | 215                 | [ 利用客数 1 ]      |

## 駅周辺
- 秋田県道178号刈和野停車場線
- 大仙市役所西仙北総合支所
  - 秋田銀行刈和野支店
- 刈和野郵便局
- 大仙市立西仙北図書館
- 西仙北町スポーツセンター
- 大町通り - 「大綱引き」の開催場所。当駅の駅舎に隣接して、綱引きに使われる大綱のレプリカを展示する施設がある[7]。
- イオン東北刈和野トレーニングセンター（従業員研修施設）
- 国道13号
- 秋田おばこ農業協同組合西仙北支店

## バス路線
- 羽後交通
- 大仙市コミュニティバス（大仙市と羽後交通との共同実施）

## 隣の駅
東日本旅客鉄道（JR東日本）
■奥羽本線
□快速（下り1本のみ）
大曲駅 → 刈和野駅 → 和田駅
■普通
神宮寺駅 - 刈和野駅 - 峰吉川駅

### 記事本文

#### 報道発表資料
1. ↑  「Suicaエリア外もチケットレスで! 東北エリアから「えきねっとQチケ」がはじまります (PDF)」（プレスリリース）、東日本旅客鉄道、2024年7月11日。2024年8月4日閲覧。

#### 新聞記事
1. 1 2  「駅舎などで住民票など“発行” 西仙北町・刈和野駅が役場業務も開始」『秋田魁新報』秋田魁新報社、1986年12月2日、朝刊、13面。
2. ↑  「奥羽線下湯沢駅と三関駅 あすから民間委託 無人化から“昇格”」『秋田魁新報』秋田魁新報社、1979年11月30日、朝刊、13面。
3. 1 2 3  「表玄関の装い一新 西仙北町 刈和野駅 あす落成」『秋田魁新報』秋田魁新報社、1990年9月27日、朝刊、13面。
4. ↑  「西仙北の刈和野駅が一新 町民交流の拠点 レストランや楽しい広場 あす完工祝賀会」『読売新聞』1990年9月27日、朝刊、秋田2、27面。
5. ↑  「刈和野駅に特急停車 1日から 「たざわ」上下各1本」『読売新聞』1990年9月29日、朝刊、秋田読売、23面。
6. ↑  「”大綱”引き立てる大壁画 JR刈和野駅 中学生の大作除幕」『読売新聞』1991年12月14日、朝刊、秋田読売、22面。

### 利用状況
1. 1 2  「各駅の乗車人員 2023年度 101位以下（7）| 企業サイト：JR東日本」東日本旅客鉄道。2025年7月17日閲覧。
2. ↑  「JR東日本：各駅の乗車人員（2000年度）」東日本旅客鉄道。2025年7月17日閲覧。
3. ↑  「JR東日本：各駅の乗車人員（2001年度）」東日本旅客鉄道。2025年7月17日閲覧。
4. ↑  「JR東日本：各駅の乗車人員（2002年度）」東日本旅客鉄道。2025年7月17日閲覧。
5. ↑  「JR東日本：各駅の乗車人員（2003年度）」東日本旅客鉄道。2025年7月17日閲覧。
6. ↑  「JR東日本：各駅の乗車人員（2004年度）」東日本旅客鉄道。2025年7月17日閲覧。
7. ↑  「JR東日本：各駅の乗車人員（2005年度）」東日本旅客鉄道。2025年7月17日閲覧。
8. ↑  「JR東日本：各駅の乗車人員（2006年度）」東日本旅客鉄道。2025年7月17日閲覧。
9. ↑  「JR東日本：各駅の乗車人員（2007年度）」東日本旅客鉄道。2025年7月17日閲覧。
10. ↑  「JR東日本：各駅の乗車人員（2008年度）」東日本旅客鉄道。2025年7月17日閲覧。
11. ↑  「JR東日本：各駅の乗車人員（2009年度）」東日本旅客鉄道。2025年7月17日閲覧。
12. ↑  「JR東日本：各駅の乗車人員（2010年度）」東日本旅客鉄道。2025年7月17日閲覧。
13. ↑  「JR東日本：各駅の乗車人員（2011年度）」東日本旅客鉄道。2025年7月17日閲覧。
14. ↑  「JR東日本：各駅の乗車人員（2012年度）」東日本旅客鉄道。2025年7月17日閲覧。
15. ↑  「各駅の乗車人員 2013年度 ベスト100以外（7）：JR東日本」東日本旅客鉄道。2025年7月17日閲覧。
16. ↑  「各駅の乗車人員 2014年度 ベスト100以外（7）：JR東日本」東日本旅客鉄道。2025年7月17日閲覧。
17. ↑  「各駅の乗車人員 2015年度 ベスト100以外（7）：JR東日本」東日本旅客鉄道。2025年7月17日閲覧。
18. ↑  「各駅の乗車人員 2016年度 ベスト100以外（7）：JR東日本」東日本旅客鉄道。2025年7月17日閲覧。
19. ↑  「各駅の乗車人員 2017年度 ベスト100以外（7）：JR東日本」東日本旅客鉄道。2025年7月17日閲覧。
20. ↑  「各駅の乗車人員 2018年度 ベスト100以外（7）：JR東日本」東日本旅客鉄道。2025年7月17日閲覧。
21. ↑  「各駅の乗車人員 2019年度 ベスト100以外（7）：JR東日本」東日本旅客鉄道。2025年7月17日閲覧。
22. ↑  「各駅の乗車人員 2020年度 101位以下（7）| 企業サイト：JR東日本」東日本旅客鉄道。2025年7月17日閲覧。
23. ↑  「各駅の乗車人員 2021年度 101位以下（7）| 企業サイト：JR東日本」東日本旅客鉄道。2025年7月17日閲覧。
24. ↑  「各駅の乗車人員 2022年度 101位以下（7）| 企業サイト：JR東日本」東日本旅客鉄道。2025年7月17日閲覧。